# Sameice
Sameice is een plaats (freguesia) in de Portugese gemeente Seia en telt 397 inwoners (2001).